# Daniel Heinsius
Daniel Heinsius, né le 19 juin 1580 à Gand et mort le 25 février 1655 à La Haye, est un philologue, professeur d'histoire et de sciences politiques, bibliothécaire, poète et littérateur néerlandais. Figure marquante des Belles-Lettres du siècle d'or néerlandais, il jouit d'une renommée internationale en tant qu'éditeur de textes classiques, théoricien littéraire et poète. Il a été associé à l'université de Leyde presque toute sa vie, entre autres en tant que bibliothécaire de l'université.

## Biographie
Issu de bonne famille flamande protestante, réfugiée des Pays-Bas espagnols, Daniel Hensisus est envoyé, dès 1583, à Veere, en Zélande d’où il ne tarde pas à passer, avec ses parents, en Angleterre. Peu après, il les suit encore en Hollande, d’abord à Delft, puis dans le village de Ryswick et, enfin, à La Haye. Le père de Heinsius se consolait de ses tribulations de père de famille réfugié en donnant tous ses soins à la première éducation de son fils, que les circonstances obligèrent à retourner en Zélande où il préféra, dans les premiers temps, les jeux de son âge au travail. Son goût pour les vers se révéla néanmoins lorsqu’il composa, âgé seulement de dix ans, une élégie latine. Son père, qui le destinait au barreau l’envoya, à quatorze ans, étudier le droit à l’université de Franeker, où, s’il n'y resta que six mois, il prit le gout de l’étude du grec. Il étudia la littérature grecque de manière assidue pendant dix-huit ans.
Passé à l’université de Leyde, dont le prestige commençait à s’élever, il fut remarqué par Joseph Juste Scaliger. Philippe de Marnix de Sainte-Aldegonde, Scaliger et Dousa le père, l’honorèrent d'une bienveillance particulière. Scaliger se prit d’affection pour Heinsius qui, désespérant de jamais approcher de son modèle, le vénérait. Dousa, quant à lui, stimulait généreusement son ambition littéraire et le délassait en l’emmenant sur ses terres de Noordwijk, à deux lieues de Leyde. Ainsi, il n’avait que dix-huit ans quand il obtint un premier poste à l’université de Leyde, pour enseigner d’abord les classiques latins, puis bientôt aussi les grecs. En 1605, à vingt-cinq ans, il fut nommé à la chaire d’histoire et de politique. Scaliger, qui mourut en 1609, avait voulu lui léguer toute sa bibliothèque, mais il n’en accepta qu’une partie.
En 1607, à la mort de Paul Merula, la place de bibliothécaire de l’académie de Leyde lui échut, et il y remplit également les fonctions de secrétaire. Sa réputation grandissante attirait à Leyde un grand nombre d’élèves. Il acquit une telle réputation d’érudition qu’on lui fit des propositions avantageuses en France, en Allemagne et en Italie. Il écrit, en 1616, que les Italiens faisaient beaucoup de cas de lui, et qu’il était fortement sollicité d’aller à Rome, mais il préféra rester aux Pays-Bas. La république de Venise le fit chevalier de l’ordre de Saint-Marc et le roi de Suède Gustave-Adolphe le nomma son historiographe, en y joignant le titre de conseiller privé. Les États de Hollande le récompensèrent de son attachement à sa patrie et du refus de ces diverses propositions étrangères, en le choisissant pour leur historiographe, et en attachant un traitement libéral à ce titre, ce dont ils le récompensèrent en le nommant leur historiographe. Heinsius s’aliéna bien des amis en acceptant, en 1618, la qualité de secrétaire politique, où il se montra calviniste strict et adversaire de la doctrine d’Arminius et de ses disciples, au fameux synode de Dordrecht, qui aboutit à la condamnation du protecteur des remonstrants, Johan van Oldenbarnevelt, et la condamnation à la prison à vie du juriste Huig de Groot, qui soutenait les droits des remonstrants.
Son "hymne à Bacchus" (1614), bien que rapidement suivi par un "hymne à Jésus Christ" (1616), souleva l'incompréhension tant des calvinistes orthodoxes que des remontrants ou des mennonites. "La glorification de Bacchus comme dieu de la joie, qui libère l'humanité des soucis terrestres et, avec la complicité de Vénus, réveille les pulsions animales pour maintenir la vie, est en conflit flagrant avec la vision chrétienne de la vie", écrivait encore au XIXe siècle le professeur G.A. van Es,.
Ayant, à l’âge de trente-cinq ans, épousé Ermegarde, sœur du célèbre philologue et diplomate Jan Rutgers, il en eut deux enfants, Nicolas et Elisabeth, qui fut mariée à Willem Van Der Goes, dit Goesius, à laquelle il survécut et a consacré une complainte. Lorsqu'une épidémie de peste ravagea Leyde, en 1655, il jugea sagement, bien qu’il ait écrit sur le mépris de la mort, ne pas devoir la braver, et se retira au village de Wassenaar. Doué d’une forte complexion, il fut rarement malade mais, lorsqu’il mourut chez son beau-frère Willem, il avait presque totalement perdu la mémoire. Le jour même de ses obsèques, Thys l’Ancien (en) prononça son oraison funèbre, qui a été recueillie dans les Memoriæ philosophorum, oratorum, etc., de Wiiten, t. II, p. 171-191.

## Portraits

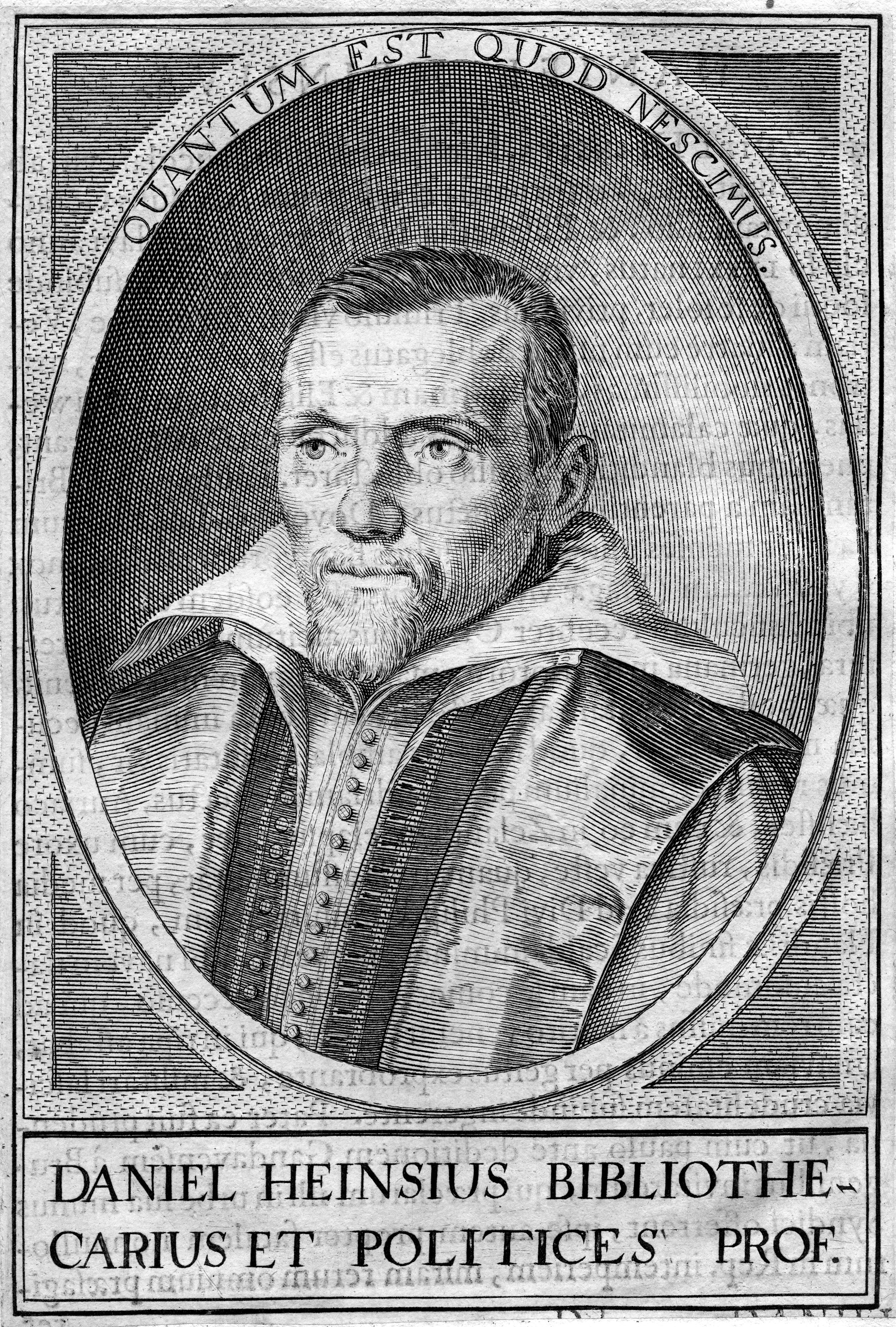
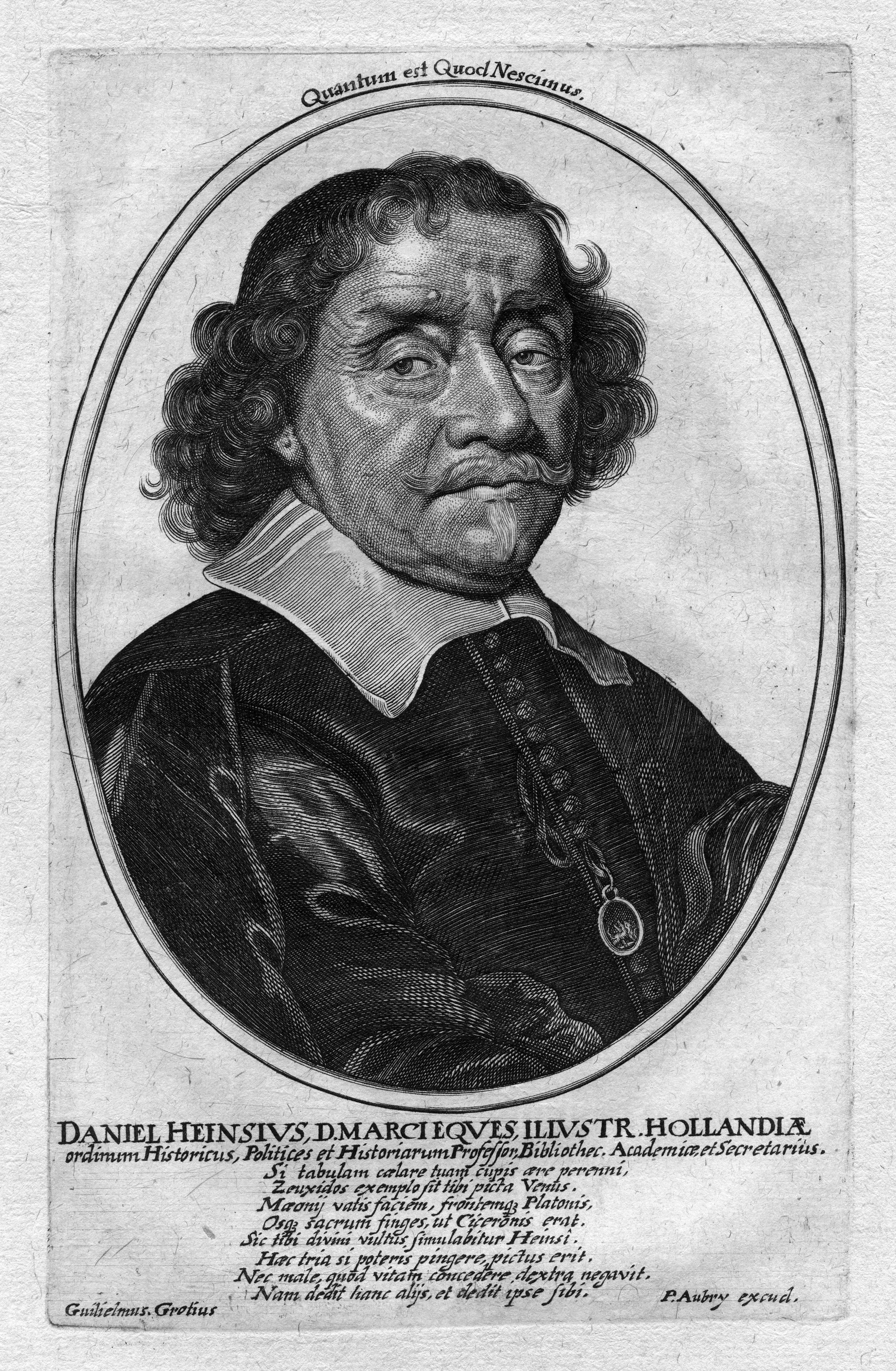
Gravé par P. Aubry d’après W. Groot

## Œuvre
Alliant modestie, sensibilité, obligeance et franchise à une vaste érudition, Daniel Heinsius était d’un naturel grave au premier abord, mais aimait néanmoins se dérider avec ses amis appartenant souvent à des familles réfugiées et se livrer à d’innocentes plaisanteries. Ces familles apportaient à la société hollandaise un appétit et une joie de vivre, une faconde et une vigueur communicative.
Il eut quelques démêlés, plus ou moins sérieux, avec l’écrivain Guez de Balzac, et surtout avec le philologue Saumaise, son collègue à l’université depuis 1631, ainsi qu’avec Jean de Croy, un ministre de l’Évangile, qui était loin de les valoir, et qui avait commencé par le flagorner. À en croire Guez de Balzac, Heinsius ménageait, dans ses relations avec Rome, un peu trop le pape. Dans l’apologie de son Herodes infanticida contre les critiques de Balzac, apologie que Heinsius envoya à Rome, un passage du texte, où il est question du pape, portait Ipsum etiam Ecclesiæ caput que l’errata rectifie en Ipsum Ecclesiæ Romanæ caput. « Le texte, dit Balzac, était pour Rome et l’errata pour Leyde : d’un côté Heinsius voulait « plaire au pape, qui vraisemblablement ne lirait pas son errata ; de l’autre, avoir un moyen de « se justifier envers les ministres, si on l’accusait d’être mauvais huguenot et d’avoir des intelligences avec l’ennemi. » Cette duplicité est pourtant tout à fait hors du caractère de Heinsius, qui lui-même ne fut pas l’éditeur de son Epistola qua dissertationi D. Balzacii ad Herodem infanticidam respondetur (Leyde, 1636, in-12), mais Van Boxhorn. L’errata en question n’est, de plus, pas rejeté, comme à l’ordinaire, à la fin du volume, mais en quelque sorte à l’endroit le plus apparent, entre la dédicace et le commencement de la lettre. Enfin, l’oraison funèbre de Thysius montre que, dans les propositions du pape Urbain VIII et du cardinal Barberini pour attirer Heinsius à Rome, rien ne fut stipulé ayant trait à la religion. Malgré tout ce que savait Heinsius, ou peut-être parce qu’il savait tant, il avait adopté pour devise : Quantum est quod nescimus. Son père lui avait inculqué, dans sa jeunesse, que la religion n’est communément qu’un manteau dont on se sert pour cacher ce qu’on a intérêt à ne pas montrer au grand jour ; que les princes en font un jeu ; que le vulgaire n’y aperçoit qu’un moyen d’existence. Le parti qu’il prit dans les querelles religieuses de son temps en Hollande, montrèrent sa stricte orthodoxie religieuse. Cependant, il célébra, non sans courage, l’évasion de Grotius de sa prison de Loevestein.
On a de lui nombre d’éditions de classiques grecs ou latins ou d’ouvrages de critique qui s’y rapportent. Il a donné, de 1600 à 1639, de très nombreuses éditions ou commentaires d’ouvrages grecs et latins, tels que la Poétique et la Politique d'Aristote, Andronicos de Rhodes, Théophraste, Hésiode, Théocrite, Horace, Ovide, Tite-Live, Silius Italicus, Sénèque le Tragique, Maxime de Tyr, Saint Clément, le Nouveau Testament, etc. Sa dissertation critique sur le traité pseudo-aristotélicien De Mundo est « un chef-d’œuvre de raisonnement philologique bien conduit ».
Il a laissé des poésies latines qui furent très estimées, entre autres un poème De contemptu mortis, en 4 livres, et une tragédie, Herodes infanticida, des harangues latines, des vers grecs, des vers hollandais et quelques facéties : Laus asini, Laus pediculi, etc. Ses Poemata ont paru à Leyde en 1613, ses Orationes en 1615.

## Sources
- « Heinsius (Daniel) », dans Louis-Gabriel Michaud, Biographie universelle ancienne et moderne : histoire par ordre alphabétique de la vie publique et privée de tous les hommes avec la collaboration de plus de 300 savants et littérateurs français ou étrangers, 2e édition, 1843-1865 [détail de l’édition]